# Grafenriedské lípy
Grafenriedské lípy byly původně skupinou šesti lip vysazených na návsi dnes již zaniklé obce Lučina. Byly vysazeny v roce 1765 na svátek svatého Františka z Pauly. Nechala je zasadit majitelka statku hraběnka Anna Katharina Müllerová, která vlastnila i pozemek před kostelem. Z původně šesti lip se dochovaly tři, z nich jsou dvě chráněné jako památné. Pahýly kmenů dvou z nich připomínají pohnutý osud pohraniční obce a dvě lípy získaly statut památný strom.
Oba stromy rostoucí v nadmořské výšce 655 metrů dosahují výšky 22 a 30 metrů, mají obvod kmene 280 a 420 centimetrů.
Chráněny jsou od roku 2009 pro svůj mimořádný vzrůst, vysokou krajinářskou a estetickou hodnotu, dobrý zdravotní stav a jako doprovod udržovaného památníku na zaniklou obec.
Obec Lučina se stala symbolem této části zaniklého pohraničí.
Z návsi se však dochovaly pouze základy kostela sv. Jiří a podstavec sochy sv. Jana Nepomuckého.

Mohutné lípy v jejich těsné blízkosti jsou tak často zachyceny na dobových i současných fotografiích těchto objektů.

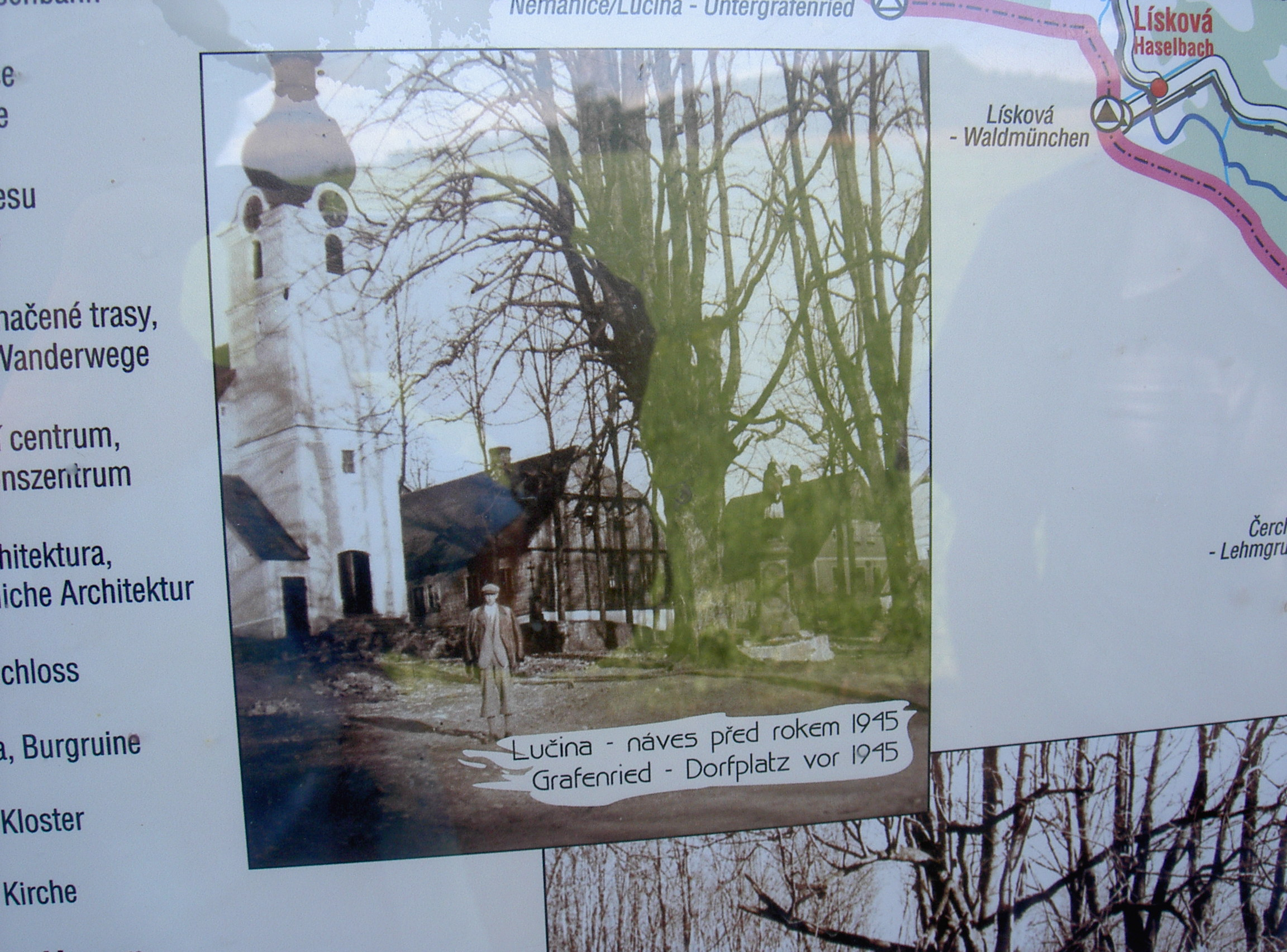
V roce 1930
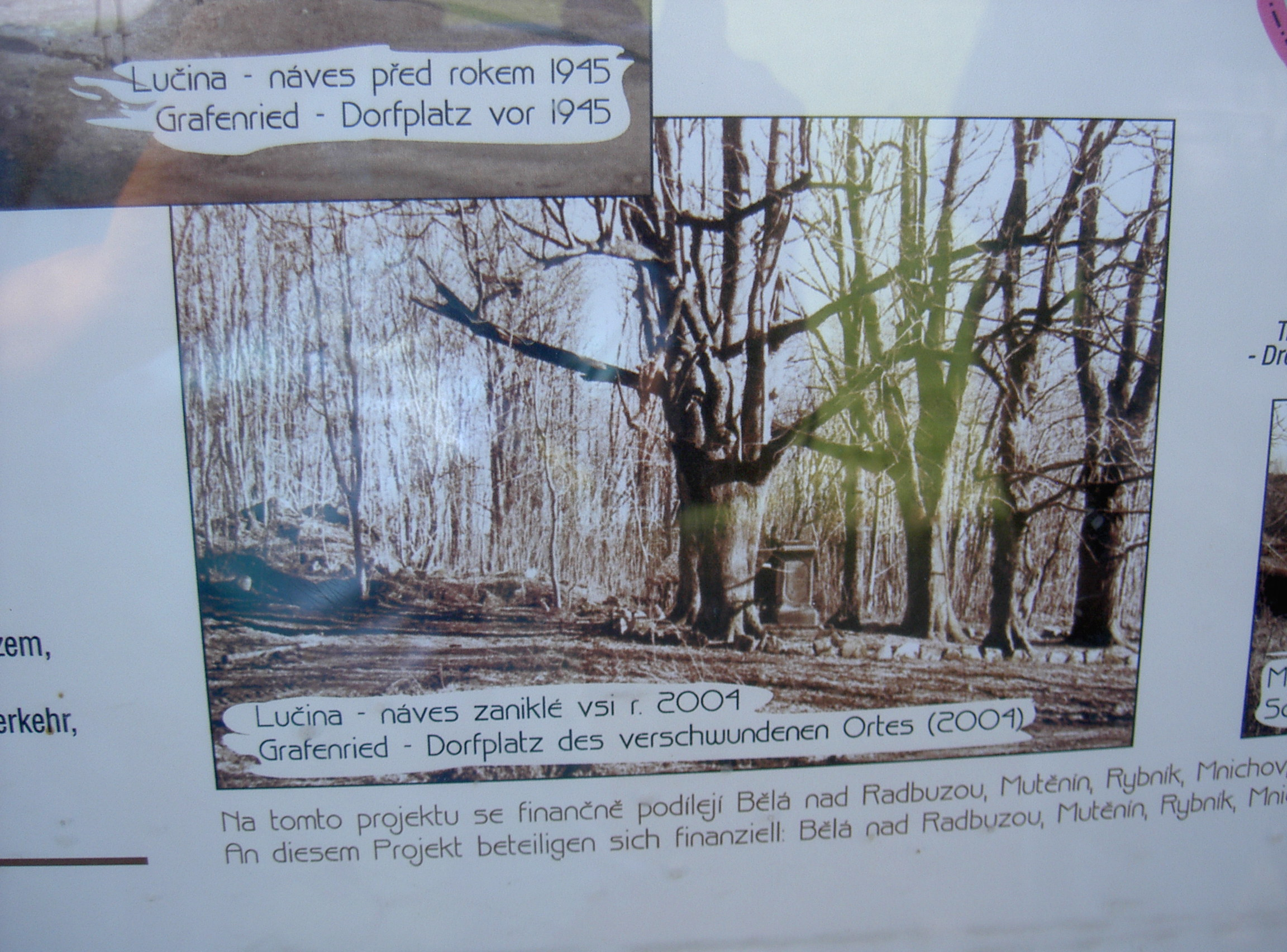
V roce 2004
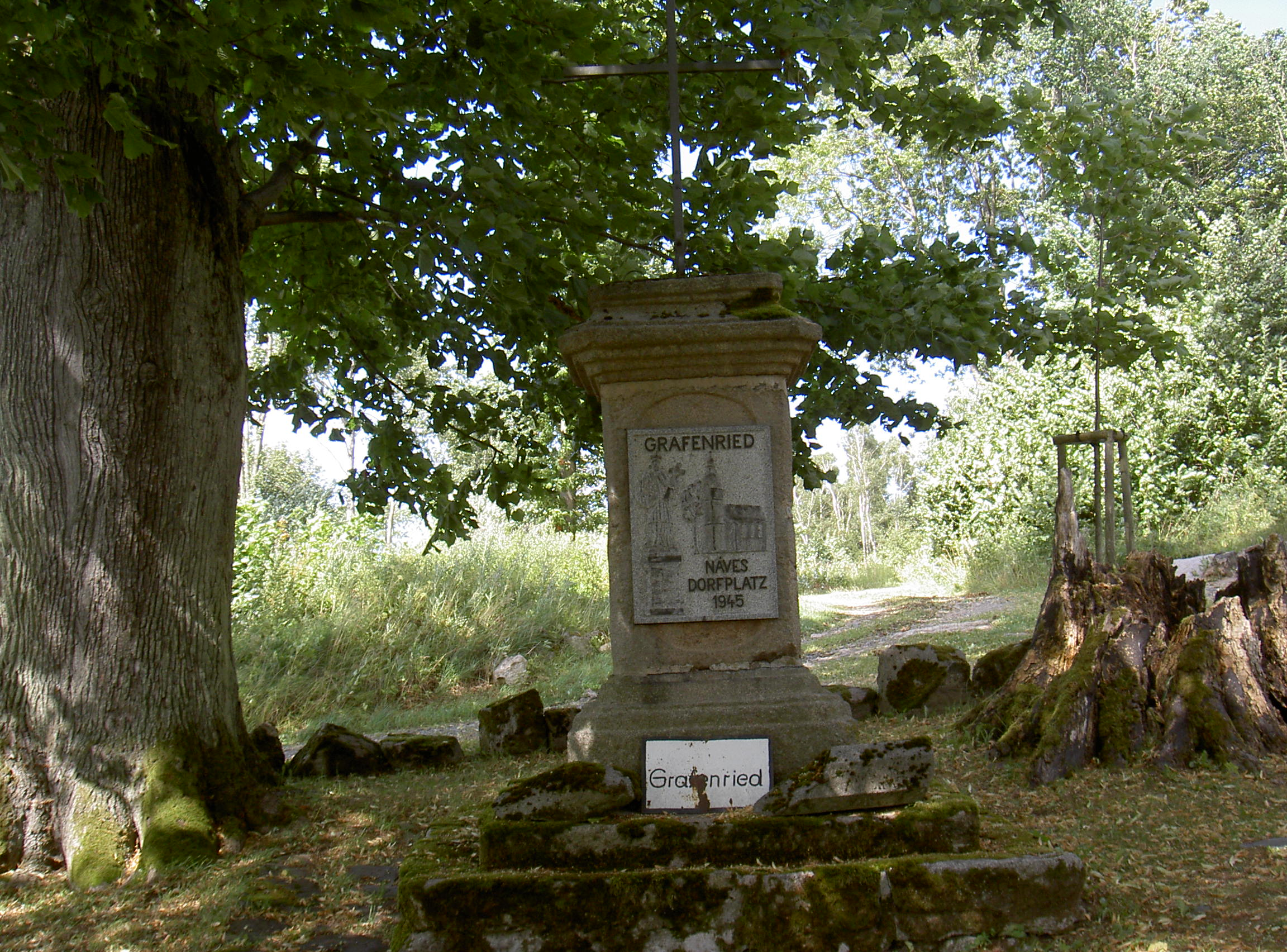
V roce 2015
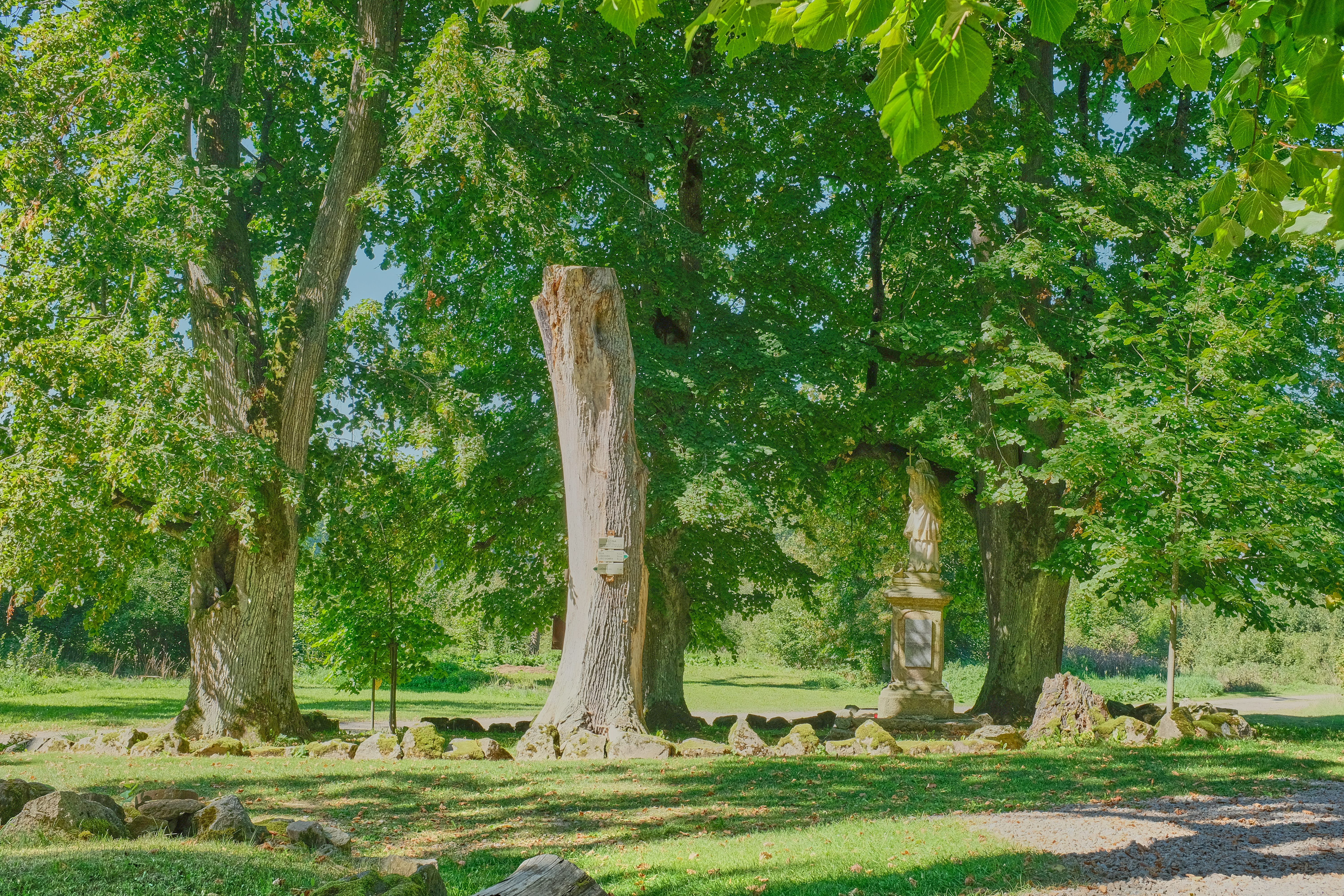
V roce 2023

## Stromy v okolí (do 5 km)
Čepičkovo dub na Pile (1.7 km)

Nemanické duby (3.1 km)